# Aiguille Dibona
L'Aiguille Dibona (3.131 m s.l.m.) è un monolite roccioso nel Massiccio des Écrins.

## Descrizione

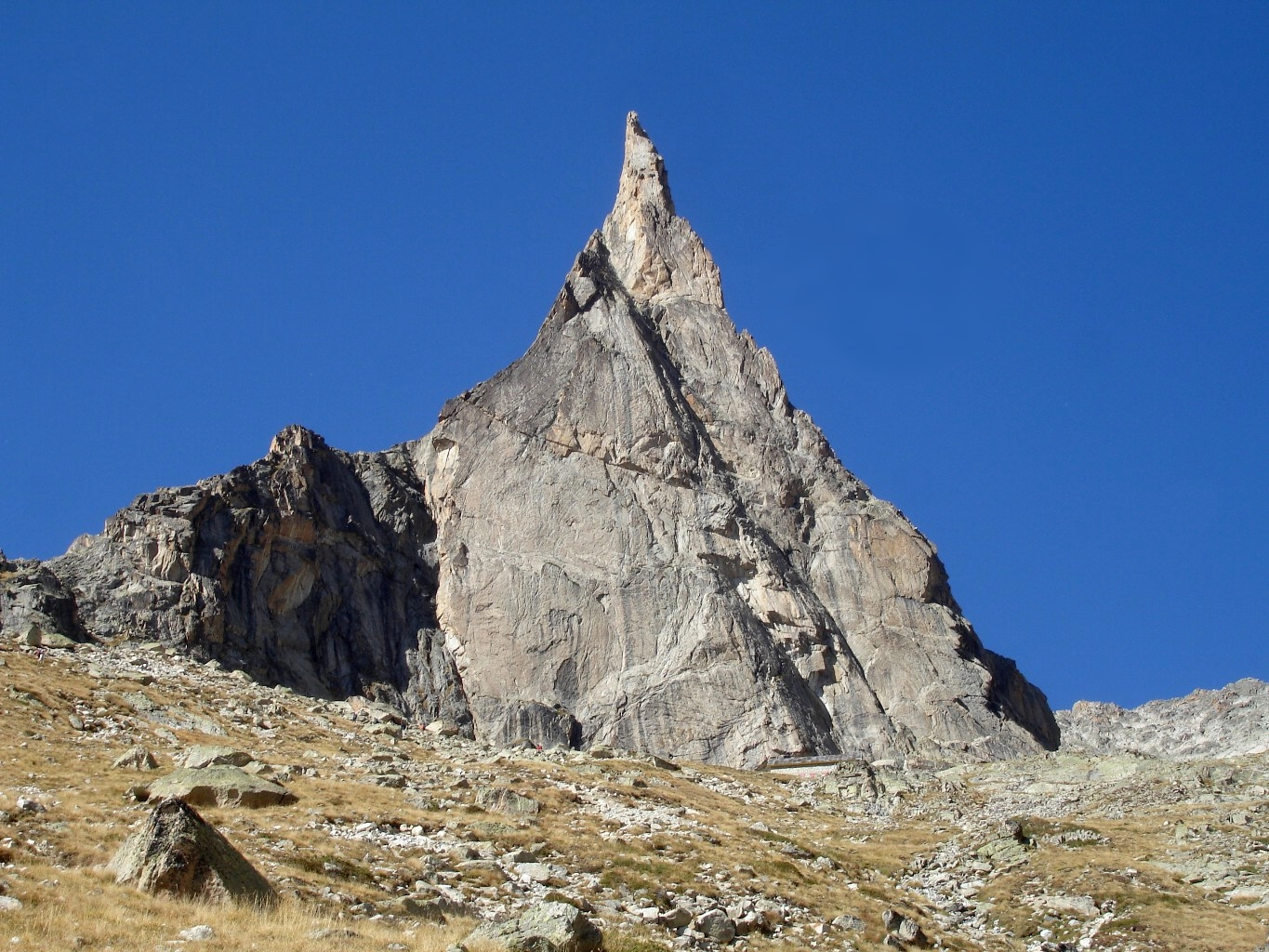
Vista della montagna

Per chi sale sul sentiero del Refuge du Soreiller, l'aspetto della cima è davvero impressionante nel suo slancio verso l'alto. In realtà, la cima nasconde la cresta che la collega alla più alta Cime de Soreiller, di cui può essere considerata un grandioso pilastro.

## Toponimo
Prende il nome dalla famosa guida di Cortina Angelo Dibona, che la salì per primo, smentendone la fama di inaccessibilità. Prima era chiamato Pain de Sucre du Soreiller.

## Accesso alla vetta
La via di salita, su salda roccia granitica, va a prendere questa cresta. Dapprima su pietraie, poi su rocce (occasionali passi di I grado), si accede ad una depressione tra la Dibona e la Soreiller. Da qui si segue la cresta verso la Dibona su facile cengia, arrivando alla base del salto finale. 
Questo si supera con 2 brevi lunghezze di corda, la prima su diedro (III gr.), la seconda su stretta placca (III gr.) in notevole esposizione.